# David Tiram
David Tiram (in ebraico דוד תירם‎?; Pardesiya, 16 settembre 1993) è un calciatore israeliano, difensore dell'Hapoel R. HaSharon.

## Carriera
Ha giocato nella massima serie dei campionati israeliano e rumeno.